# Kontaminationsschutzanzug

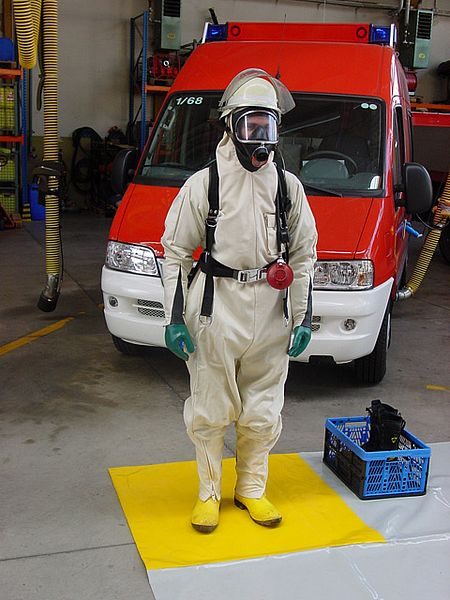
Feuerwehrmann mit Kontaminationsschutzanzug

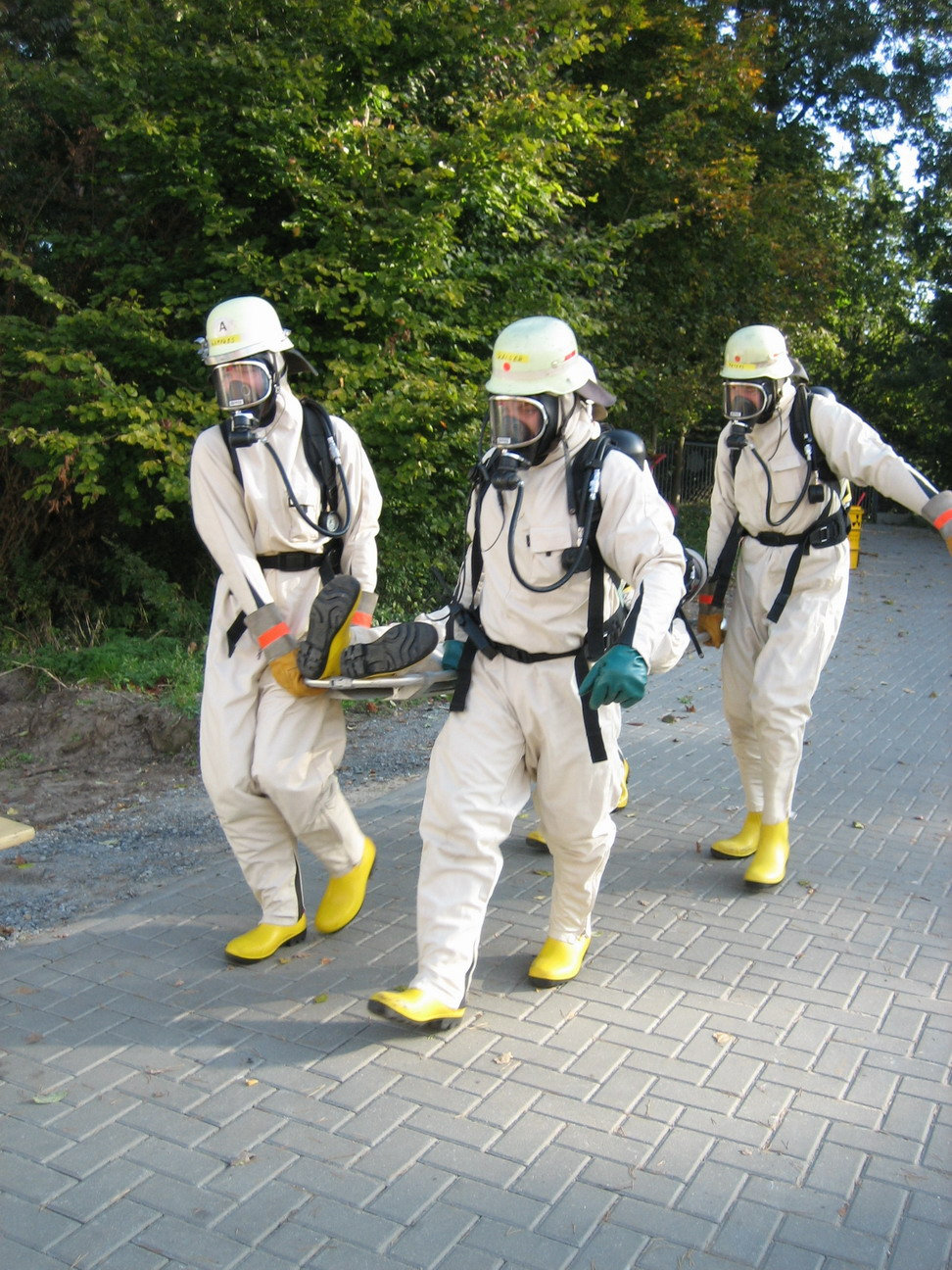
Feuerwehrübung mit Schutzkleidung gegen radioaktive Partikel

Der Kontaminationsschutzanzug wird von Feuerwehr- und Katastrophenschutzeinheiten bei Einsätzen mit radioaktivem Material sowie in Atomkraftwerken und Betrieben mit Strahlern verwendet. Er besteht aus leicht dekontaminierbaren, permanent antistatischen, feuerhemmenden, wasser- und ölabweisenden Fasern (z. B. Aramidfaser). Auch wird dieser Anzug bei der Dekontamination von Chemikalienschutzanzugträgern (CSA) verwandt.
Die zusätzliche persönliche Schutzausrüstung zum Kontaminationsschutzanzug besteht aus Gummistiefeln, Säureschutzhandschuhen, je einem Alarm- und einem Filmdosimeter und Maske mit außenluftunabhängigem Atemschutz oder Filter.
Der Anzug soll verhindern, dass sich staubförmige und flüssige radioaktive Partikel auf der Körperoberfläche der Einsatzperson absetzen oder inkorporiert, das heißt eingeatmet oder verschluckt werden. Dies liefert einen begrenzten Schutz gegen Alpha- und Betastrahlung, denn diese Strahlungen sind wegen ihrer relativ kurzen Reichweite besonders gefährlich, wenn die Strahlenquelle sich im Körperinneren befindet. Gegen die stark durchdringende Gammastrahlung ist der Anzug allerdings praktisch wirkungslos. Dazu wäre eine Bleiabschirmung notwendig, die die Träger zu stark einschränken würde. Wegen der nicht zurückgehaltenen Strahlung sind auch mit Schutzkleidung die Bestimmungen bei einem Strahlenschutzeinsatz zu beachten.
Als Richtwert ist davon auszugehen, dass ca. 90 % der Verunreinigung durch Ablegen der Kleidung reduziert werden kann.
Für Gefahrgutunfälle, z. B. Säure, wird der Chemikalienschutzanzug verwendet.